# سبريدترم
سبريدترم هي أشباه موصلات وألكترونيات صينية تصنع لكبار شركات المحمول في العالم . يقع مقرها في شانغهاي، الصين.

## وصلات خارجية
- الموقع الإلكتروني